# Diócesis de Bungoma
La diócesis de Bungoma (en latín: Dioecesis Bungomaënsis, en inglés: Roman Catholic Diocese of Bungoma y en suajili: Jimbo Katoliki la Bungoma) es una circunscripción eclesiástica de la Iglesia católica en Kenia. Se trata de una diócesis latina, sufragánea de la arquidiócesis de Kisumu. Desde el 14 de diciembre de 2021 su obispo es Mark Kadima.

## Territorio y organización
La diócesis tiene 4550 km² y extiende su jurisdicción sobre los fieles católicos de rito latino residentes en los condados de Bungoma y Busia.
La sede de la diócesis se encuentra en la ciudad de Bungoma, en donde se halla la Catedral de Cristo Rey.
En 2022 en la diócesis existían 43 parroquias.

## Historia
La diócesis fue erigida el 27 de abril de 1987 mediante la bula Pari ut passa del papa Juan Pablo II, obteniendo el territorio de la diócesis de Kakamega. Originalmente era sufragánea de la arquidiócesis de Nairobi.
El 21 de mayo de 1990 pasó a formar parte de la provincia eclesiástica de la arquidiócesis de Kisumu.

## Estadísticas
Según el Anuario Pontificio 2023 la diócesis tenía a fines de 2022 un total de 722 145 fieles bautizados.
| Año                                                                             | Población            | Población | Población      | Sacerdotes | Sacerdotes    | Sacerdotes    | Bautizados por sacerdote | Diáconos permanentes | Religiosos | Religiosos | Parroquias |
| Año                                                                             | Bautizados católicos | Total     | % de católicos | Total      | Clero secular | Clero regular | Bautizados por sacerdote | Diáconos permanentes | Varones    | Mujeres    | Parroquias |
| ------------------------------------------------------------------------------- | -------------------- | --------- | -------------- | ---------- | ------------- | ------------- | ------------------------ | -------------------- | ---------- | ---------- | ---------- |
| 1990                                                                            | 300 081              | 1 043 962 | 28.7           | 26         | 19            | 7             | 11 541                   |                      | 15         | 66         | 17         |
| 1999                                                                            | 497 544              | 1 400 000 | 35.5           | 54         | 51            | 3             | 9213                     |                      | 8          | 89         | 24         |
| 2000                                                                            | 498 566              | 1 400 600 | 35.6           | 53         | 50            | 3             | 9406                     |                      | 11         | 75         | 24         |
| 2001                                                                            | 497 121              | 1 400 000 | 35.5           | 50         | 48            | 2             | 9942                     |                      | 13         | 64         | 24         |
| 2002                                                                            | 511 855              | 1 442 000 | 35.5           | 53         | 51            | 2             | 9657                     |                      | 13         | 67         | 24         |
| 2003                                                                            | 528 768              | 1 485 260 | 35.6           | 53         | 51            | 2             | 9976                     |                      | 13         | 85         | 25         |
| 2004                                                                            | 543 715              | 1 529 817 | 35.5           | 56         | 54            | 2             | 9709                     |                      | 11         | 83         | 25         |
| 2006                                                                            | 562 878              | 1 575 711 | 35.7           | 62         | 59            | 3             | 9078                     |                      | 10         | 81         | 28         |
| 2012                                                                            | 639 839              | 1 992 000 | 32.1           | 71         | 68            | 3             | 9011                     |                      | 14         | 95         | 30         |
| 2015                                                                            | 679 000              | 2 112 000 | 32.1           | 71         | 69            | 2             | 9563                     |                      | 12         | 72         | 31         |
| 2018                                                                            | 685 976              | 1 484 885 | 46.2           | 68         | 68            |               | 10 087                   |                      | 7          | 110        | 32         |
| 2020                                                                            | 722 145              | 1 564 618 | 46.2           | 70         | 70            |               | 10 316                   |                      | 12         | 107        | 34         |
| 2022                                                                            | 766 120              | 1 659 902 | 46.2           | 81         | 81            |               | 9458                     |                      | 57         | 116        | 43         |
| Fuente: Catholic-Hierarchy, que a su vez toma los datos del Anuario Pontificio. |                      |           |                |            |               |               |                          |                      |            |            |            |

## Episcopologio
- Longinus Atundo † (27 de abril de 1987-15 de noviembre de 1996 falleció)
- Norman King'oo Wambua (27 de junio de 1998-23 de junio de 2018 nombrado obispo de Machakos)
  - Sede vacante (2018-2021)[nota 1]
- Mark Kadima, desde el 14 de diciembre de 2021